# 19. Division (Deutsches Kaiserreich)
Die 19. Division, für die Dauer des mobilen Verhältnisses auch als 19. Infanterie-Division bezeichnet, war ein Großverband der Preußischen Armee.

## Gliederung
Die Division war Teil des X. Armee-Korps.

### Friedensgliederung 1914
- 37. Infanterie-Brigade in Oldenburg
  - Infanterie-Regiment „Herzog Friedrich Wilhelm von Braunschweig“ (Ostfriesisches) Nr. 78 in Osnabrück und Aurich (III. Bataillon)
  - Oldenburgisches Infanterie-Regiment Nr. 91 in Oldenburg
- 38. Infanterie-Brigade in Hannover
  - Füsilier-Regiment „General-Feldmarschall Prinz Albrecht von Preußen“ (Hannoversches) Nr. 73 in Hannover
  - 1. Hannoversches Infanterie-Regiment Nr. 74 in Hannover
- 19. Kavallerie-Brigade in Hannover
  - Oldenburgisches Dragoner-Regiment Nr. 19 in Oldenburg
  - Königs-Ulanen-Regiment (1. Hannoversches) Nr. 13 in Hannover
- 19. Feldartillerie-Brigade in Oldenburg
  - 2. Hannoversches Feldartillerie-Regiment Nr. 26 in Verden
  - Ostfriesisches Feldartillerie-Regiment Nr. 62 in Oldenburg und Osnabrück (II. Abteilung)

### Kriegsgliederung bei Mobilmachung 1914
- 37. Infanterie-Brigade
  - Infanterie-Regiment „Herzog Friedrich Wilhelm von Braunschweig“ (Ostfriesisches) Nr. 78
  - Oldenburgisches Infanterie-Regiment Nr. 91
- 38. Infanterie-Brigade
  - Füsilier-Regiment „General-Feldmarschall Prinz Albrecht von Preußen“ (Hannoversches) Nr. 73
  - 1. Hannoversches Infanterie-Regiment Nr. 74
- 3. Eskadron/Braunschweigisches Husaren-Regiment Nr. 17
- 19. Feldartillerie-Brigade
  - 2. Hannoversches Feldartillerie-Regiment Nr. 26
  - Ostfriesisches Feldartillerie-Regiment Nr. 62
- 1. Kompanie/Hannoversches Pionier-Bataillon Nr. 10

### Kriegsgliederung vom 8. März 1918
- 37. Infanterie-Brigade
  - 1. Hannoversches Infanterie-Regiment Nr. 74
  - Infanterie-Regiment „Herzog Friedrich Wilhelm von Braunschweig“ (Ostfriesisches) Nr. 78
  - Oldenburgisches Infanterie-Regiment Nr. 91
  - MG-Scharfschützen-Abteilung Nr. 30
  - 3. Eskadron/Braunschweigisches Husaren-Regiment Nr. 17
- Artillerie-Kommandeur Nr. 19
  - 2. Hannoversches Feldartillerie-Regiment Nr. 26
  - Fußartillerie-Bataillon Nr. 93
- Pionier-Bataillon Nr. 127
- Divisions-Nachrichten-Kommandeur Nr. 19

## Geschichte
Die Division wurde nach dem Deutschen Krieg am 11. Oktober 1866 errichtet und hatte ihr Kommando bis zur Auflösung 1919 in Hannover.

### Deutsch-Französischer Krieg 1870/71
Das übergeordnete X. Armee-Korps unter General Konstantin Bernhard von Voigts-Rhetz sollte über Thiaucourt einen Vorstoß gegen die Straße Metz-Verdun ausführen. General Schwartzkoppen, Kommandeur der 19. Division griff am 16. August 1870 während der Schlacht bei Mars-la-Tour mit zwei seiner Regimenter (zusammen eine Brigade) aus der Bewegung heraus an, ohne das Gelände oder Stärke und Position des Gegners aufgeklärt zu haben. Seine Soldaten hatten einen Marsch von zwölf Stunden hinter sich und waren entsprechend erschöpft. Er ging davon aus, dass der Angriff gegen die französische Flanke erfolgen würde, es war jedoch das Zentrum des IV. französische Korps (Ladmirault).
Die beiden Regimenter gerieten beim Angriff auf die Höhen von Bruville ins Kreuzfeuer zweier französischer Divisionen (Gernier und Cissey). Innerhalb von weniger als 30 Minuten erlitten die Regimenter einen Verlust von 2600 Mann und mussten sich völlig geschlagen zurückziehen. Diese Verluste entsprachen 60 % der Gesamtstärke, 45 % aller Soldaten der Regimenter waren gefallen, darunter der Brigadegeneral von Wedell und die beiden Regimentskommandeure. Nur einem entlasteten Kavallerieangriff war es zu verdanken, das die Regimenter nicht völlig aufgerieben wurden, sondern sich vom Gegner lösen konnten. Ein Gegenangriff der Franzosen wurde nur mit einer Brigade ausgeführt und konnte zurückgeschlagen werden.

### Erster Weltkrieg
Generalleutnant Max Hofmann wurde am 22. März 1913 zum Kommandeur der 19. Division ernannt. Bei Ausbruch des Ersten Weltkriegs rückte die 19. Division im Verband des X. Armeekorps unter General von Emmich in das neutrale Belgien ein, beteiligte sich an der Eroberung von Lüttich und kämpfte während der Schlacht an der Sambre bei Namur und Châtelet. Anschließend überschritt die Division die belgisch-französische Grenze. Während der Schlacht bei St. Quentin Ende August konnte die Division den auf den Höhen von Mont d’Origny stehenden Gegner zurückschlagen. Nach Kämpfen am Petit Morin erhielt die Division während der entscheidenden Marneschlacht den Rückzugsbefehl und trat nach den Abwehrkämpfen in der Aisneschlacht in den Stellungskrieg über. Im April 1915 verlegte die 19. Division nach Galizien an die Ostfront. Hier beteiligte sich die Division Anfang Mai im Rahmen der 11. Armee an der Durchbruchsschlacht von Gorlice-Tarnów, überschritt dann den San und rückte kämpfend bis Jaroslau vor. Im Juni 1915 kämpfte die 19. Division bei Lubaczow und Lemberg. Mitte Juli 1915 konnten bei Krasnostaw die russischen Linien durchbrochen werden, im August und September 1915 folgten Verfolgungskämpfe vom Wieprz über den Bug an die Jasiolda. Zwischen 9. und 26. September 1915 erfolgte die Rückführung an die Westfront, danach der Einsatz in der Herbstschlacht in der Champagne. Von Mitte Oktober 1915 bis Mitte Mai 1916 lag die Division im neuerlichen Stellungskrieg an der Aisne.
Zwischen 7. und 12. Juni 1916 erfolgte der neuerliche Abtransport an die Ostfront. Im Sommer 1916 führte die Division im Rahmen der Armeegruppe Marwitz während der Brussilow-Offensive schwere Kämpfe am oberen Styr und Stochod. Am 30. Juli 1916 wurde General Walter von Hülsen zum Kommandeur der 19. Division ernannt. Im Anschluss verlegte die 19. Division im November 1916 zurück an die Westfront und wurde abermals an der Aisne eingesetzt. Dann aus der Front gezogen, war der Großverband vom 23. Dezember 1916 bis Mitte Januar 1917 als Reserve der Obersten Heeresleitung bei der 3. Armee und lag dabei in Stellungskämpfen in der Champagne. Während der zweiten Schlacht an der Aisne im April und Mai 1917 behauptete die 19. Division den ihr zugewiesenen Frontabschnitt gegen mehrfache französische Angriffe. Daran folgten wieder Stellungskämpfe vor Reims und in der Champagne, bevor die Division ab September 1917 auch vor Verdun zum Einsatz kam.
Anfang März 1918 bereitete sich der Großverband im Abschnitt auf die Michael-Offensive vor. Am 21. März war die Division am linken Flügel der 2. Armee im Verband des Generalkommando 51 (Hofacker) zum Angriff angetreten. Einen Tag darauf konnte die Division die Somme südlich von Péronne überqueren und darauf bis vor Amiens vorstoßen. Dabei wurde die englische 50. Division unter Major General H. C. Jackson überrannt, dabei wurden 60 Geschütze, sieben Tanks sowie 1000 Gefangene eingebracht. Am 9. Juni 1918 griff die 19. Division im Rahmen des XVII. Armee-Korps (Gruppe Webern) im Raum westlich von Noyon nach Süden an und erreichte den Matz-Abschnitt. Zwischen 20. Juni bis Ende Juli führte die Division Stellungskämpfe in Lothringen. Nach dem Scheitern der letzten deutschen Angriffsbemühungen an der Marne lag die Division an der Vesle im Raum Reims in permanenten Abwehrkämpfen, im November rang sie in der Antwerpen-Maas-Stellung. Nach Kriegsende führte General von Hülsen die Reste der 19. Division über Linz am Rhein nach Marburg und von dort in die Garnison nach Hannover zurück.

### Gefechtskalender

#### 1914
- 04. bis 16. August – Eroberung von Lüttich
- 23. bis 24. August – Schlacht bei Namur
- 29. bis 30. August – Schlacht bei St. Quentin
- 06. bis 9. September – Schlacht am Petit Morin
- 12. bis 13. September – Kämpfe bei Reims
- ab 13. September – Kämpfe an der Aisne

#### 1915
- bis 25. April – Kämpfe an der Aisne
- 25. bis 30. April – Transport nach Osten
- 01. bis 3. Mai – Schlacht bei Gorlice-Tarnów
- 04. bis 23. Mai – Verfolgungskämpfe nach der Schlacht bei Gorlice-Tarnów
- 16. bis 23. Mai – Übergang über den San
- 24. bis 26. Mai – Kämpfe bei Radymno und am San
- 27. Mai bis 4. Juni – Kämpfe am Brückenkopf von Jaroslau
- 12. bis 15. Juni – Durchbruchsschlacht von Lubaczów
- 17. bis 22. Juni – Schlacht bei Lemberg
- 22. Juni bis 16. Juli – Verfolgungskämpfe an der galizisch-polnischen Grenze
- 16. bis 18. Juli – Durchbruchsschlacht von Krasnostaw
- 19. bis 28. Juli – Kämpfe im Anschluss an die Durchbruchsschlacht bei Krasnostaw
- 29. bis 30. Juli – Durchbruchsschlacht von Biskupice
- 31. Juli bis 19. August – Verfolgungskämpfe vom Wieprz bis zum Bug
- 19. August bis 8. September – Verfolgungskämpfe zwischen Bug und Jasiolda
- 09. bis 26. September – Reserve der OHL und Transport nach Westen
- 27. September bis 18. Oktober – Herbstschlacht in der Champagne
- ab 19. Oktober – Kämpfe an der Aisne

#### 1916
- bis 16. Mai – Kämpfe an der Aisne
- 17. Mai bis 7. Juni – Reserve der OHL und Transport nach Osten
- 04. Juni bis 15. Juli – Kämpfe am Stochod
- 16. bis 27. Juli – Kämpfe am oberen Styr-Stochod
- 28. Juli bis 4. November – Schlacht bei Kowel
- 05. bis 9. November – Stellungskämpfe am oberen Styr-Stochod
- 09. bis 13. November – Transport nach Westen
- 14. November bis 22. Dezember – Kämpfe an der Aisne
- ab 23. Dezember – Reserve der OHL bei der 3. Armee

#### 1917
- bis 13. Januar – Reserve der OHL bei der 3. Armee
- 13. Januar bis 5. April – Stellungskämpfe in der Champagne
- 06. April bis 27. Mai – Doppelschlacht Aisne-Champagne
- 28. Mai bis 18. Juli – Stellungskämpfe bei Reims
- 19. Juli bis 9. September – Stellungskämpfe in der Champagne
- 09. September bis 9. Oktober – Abwehrschlacht bei Verdun
- ab 9. September – Stellungskämpfe vor Verdun
  - 25. November – Kämpfe auf Höhe 344 vor Verdun

#### 1918
- bis 5. März – Stellungskämpfe vor Verdun
- 07. bis 20. März – Kämpfe in der Siegfriedstellung und Vorbereitung auf die Große Schlacht in Frankreich
- 21. März bis 6. April – Große Schlacht in Frankreich
  - 21. bis 22. März – Durchbruch zwischen Gouzeaucourt und Vermand
  - 23. bis 25. März – Sommeübergang
  - 23. bis 26. März – Verfolgungskämpfe im Sommegebiet
- 07. April bis 1. Juni – Kämpfe an der Ancre, Somme und Avre
- 01. bis 8. Juni – Kämpfe an der Avre und bei Montdidier und Noyon
- 09. bis 13. Juni – Schlacht bei Noyon
- 09. bis 15. Juni – Kämpfe an der Avre und Matz
- 20. Juni bis 1. August – Stellungskämpfe in Lothringen
- 01. bis 3. August – Bewegliche Abwehrschlacht zwischen Marne und Vesle
- 04. bis 8. August – Stellungskämpfe bei Reims
- 07. August bis 3. September – Stellungskämpfe an der Vesle
- 03. September bis 9. Oktober – Kämpfe vor der Siegfriedfront
- 10. bis 12. Oktober – Kämpfe vor der Hunding- und Brunhildfront
- 13. Oktober bis 4. November – Kämpfe in der Hundingstellung
- 05. bis 11. November – Rückzugskämpfe vor der Antwerpen-Maas-Stellung
- ab 12. November – Räumung des besetzten Gebietes und Marsch in die Heimat

## Kommandeure
| Dienstgrad                   | Name                               | Datum                                                             |
| ---------------------------- | ---------------------------------- | ----------------------------------------------------------------- |
| Generalleutnant              | Hugo Eberhard zu Münster-Meinhövel | 30. Oktober 1866 bis 9. August 1867                               |
| Generalleutnant              | Emil von Schwartzkoppen            | 10. August 1867 bis 21. Oktober 1870                              |
| Generalmajor                 | Emil von Woyna                     | 22. Oktober 1870 bis 17. August 1871 (mit der Führung beauftragt) |
| Generalleutnant              | Ludwig von Schlotheim              | 18. August 1871 bis 19. März 1872                                 |
| Generalleutnant              | Hermann von Tresckow               | 20. März 1872 bis Januar 1873                                     |
| Generalleutnant              | Otto von Strubberg                 | 23. Januar 1873 bis 27. Oktober 1880                              |
| Generalleutnant              | Bernhard von Drigalski             | 28. Oktober 1880 bis 3. September 1884                            |
| Generalmajor                 | Albert von Rauch                   | 06. August bis 3. September 1884 (in Vertretung)                  |
| Generalleutnant              | Albert von Rauch                   | 04. September 1884 bis 1. August 1888                             |
| Generalmajor                 | Hermann von Lettow-Vorbeck         | 02. August bis 18. September 1888 (mit der Führung beauftragt)    |
| Generalleutnant              | Hermann von Lettow-Vorbeck         | 19. September 1888 bis 26. Januar 1892                            |
| Generalleutnant              | Hans von Lenke                     | 27. Januar 1892 bis 19. Mai 1896                                  |
| Generalleutnant              | Franz von der Mülbe                | 20. Mai 1896 bis 17. April 1898                                   |
| Generalleutnant              | Gustav von Blumenthal              | 18. April 1898 bis 10. Mai 1901                                   |
| Generalleutnant              | Adolf von Rosenberg-Gruszinski     | 11. Mai 1901 bis 21. März 1902                                    |
| Generalleutnant              | Erich Lölhöffel von Löwensprung    | 22. März 1902 bis 21. April 1905                                  |
| Generalleutnant              | Moriz von Lyncker                  | 22. April 1905 bis 16. Dezember 1908                              |
| Generalmajor                 | Arthur von Dietlein                | 17. Dezember 1908 bis 19. April 1909 (mit der Führung beauftragt) |
| Generalleutnant              | Arthur von Dietlein                | 20. April 1909 bis 4. Januar 1911                                 |
| Generalleutnant              | Magnus von Eberhardt               | 05. Januar 1911 bis 21. März 1913                                 |
| Generalleutnant              | Max Hofmann                        | 22. März 1913 bis 20. Juli 1915                                   |
| Generalleutnant              | Max von Schmettau                  | 21. Juli 1915 bis 30. Juli 1916                                   |
| Generalmajor/Generalleutnant | Walter von Hülsen                  | 30. Juli 1916 bis Januar 1919                                     |